# One Piece: Karakuri-jō no Mecha Kyohei
One Piece: Karakuri-jō no Mecha Kyohei  (ONE PIECE カラクリ城のメカ巨兵   Wan Pisu Karakuri-jō no meka kyohei?) (en español: El soldado gigante mecánico del castillo mecanismo y en inglés: The Giant Mechanical Soldier of Karakuri Castlees) es la séptima película basada en el anime y manga One Piece estrenada en cines en marzo de 2006.

## Argumento
La tripulación rescata un cofre del tesoro de un naufragio cerca de hundirse, al lograr abrir el cofre quedan sorprendidos al observar el interior, el cofre al parecer era el escondite de una anciana. La anciana les promete a los Piratas del Sombrero de Paja  una legendaria corona de oro por llevarla a casa en la isla Mecha. Cuando llegan, el barco es atacado por el señor de la isla llamado Ratchet el cual está buscando la corona de oro. Ratchet decide utilizar a los piratas para resolver el enigma de la corona de oro y al encontrarla poder traicionarlos.
En esta película Luffy descubre accidentalmente la Segunda Marcha siendo esta la primera vez que lo utiliza.

## Personajes
- Mayumi Tanaka como Monkey D. Luffy.
- Kazuya Nakai como Roronoa Zoro.
- Akemi Okamura como Nami.
- Kappei Yamaguchi como Usopp.
- Hiroaki Hirata como Sanji.
- Kazue Ikura como Tony Tony Chopper.
- Yuriko Yamaguchi como Nico Robin.

## Música
Tema de cierre (ending)
- "Sayaendou" por NewS